# Doubek
Doubek är en ort i Tjeckien.   Den ligger i regionen Mellersta Böhmen, i den centrala delen av landet, 24 km öster om huvudstaden Prag. Doubek ligger 410 meter över havet och antalet invånare är 159.
Terrängen runt Doubek är lite kuperad. Runt Doubek är det ganska tätbefolkat, med 58 invånare per kvadratkilometer. Närmaste större samhälle är Černý Most, 14,9 km nordväst om Doubek. I omgivningarna runt Doubek växer i huvudsak blandskog.